# Razione da campo

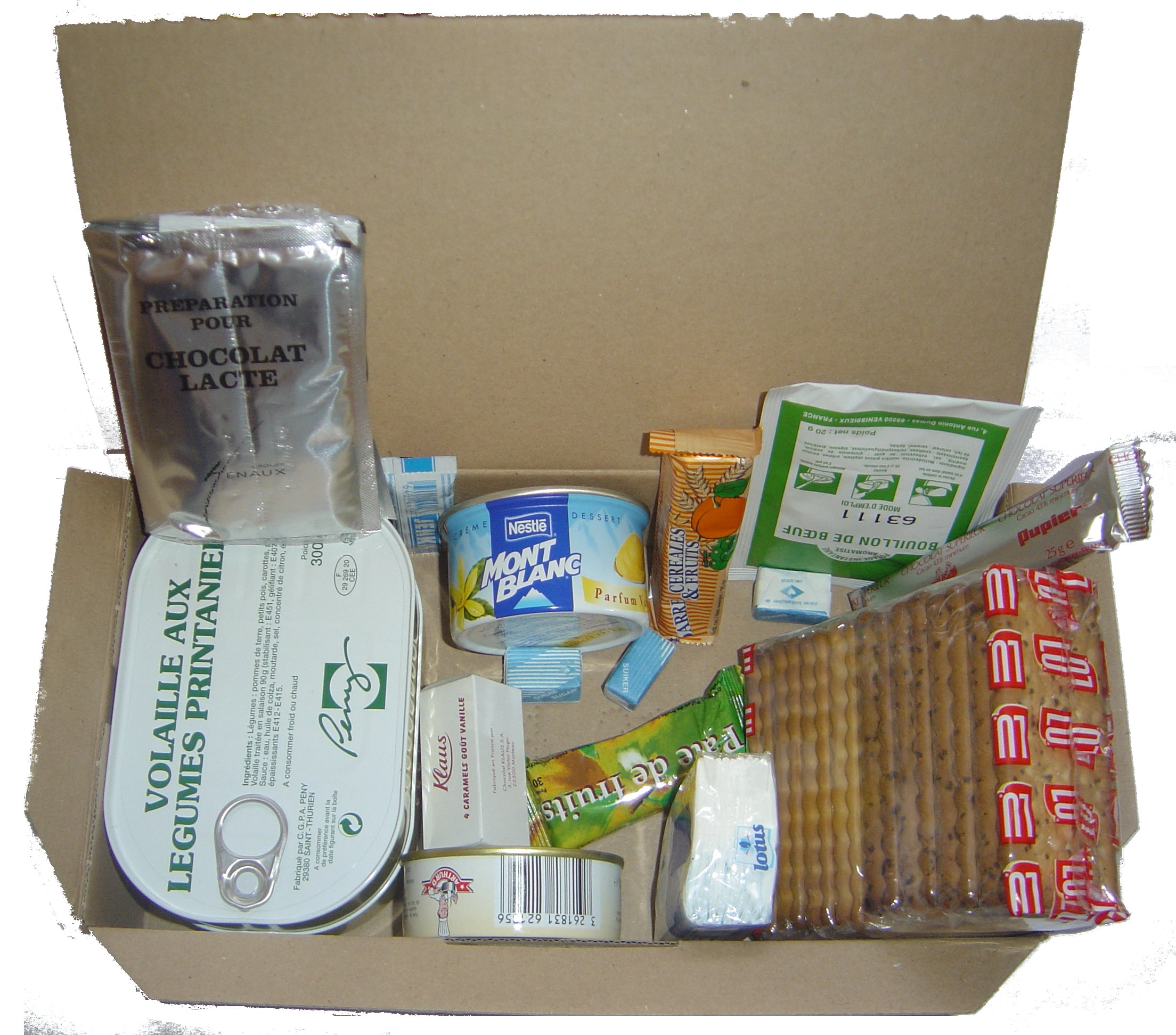
Razione da campo dell'esercito francese contenente due pasti completi e barrette energetiche

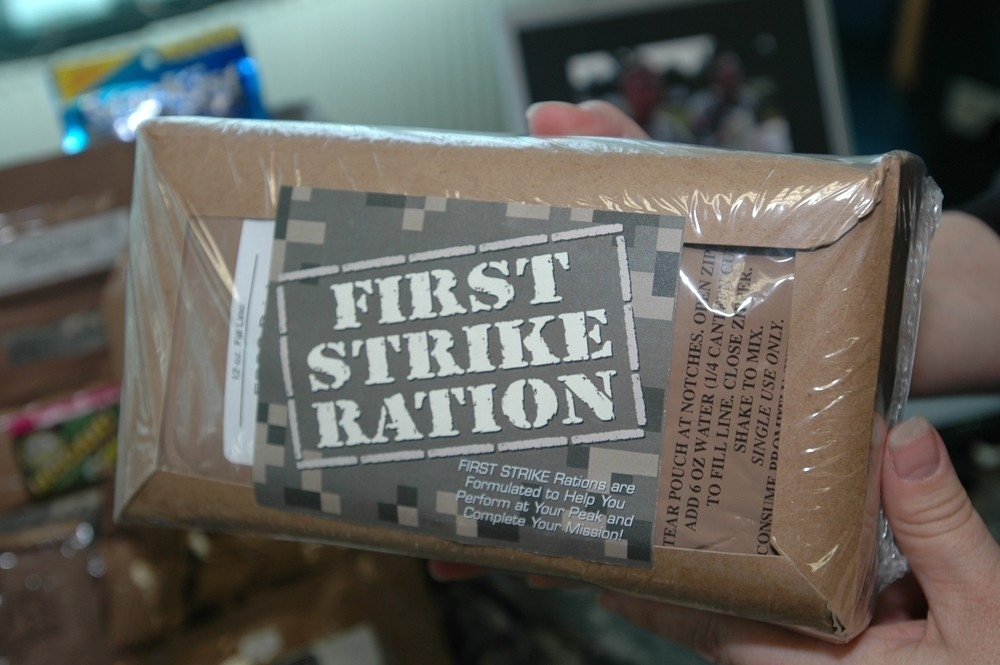
Razione da campo per i soldati a piedi dell'esercito statunitense

Una razione da campo o da combattimento è un pasto confezionato che può essere facilmente preparato e che viene consumato dalle truppe in guerra.
Essa si distingue dalle normali razioni militari di guarnigione in virtù del fatto che sono progettate per poter essere preparate nel minor tempo possibile e con estrema facilità direttamente sul campo di battaglia. Solitamente, le razioni da campo comprendono alimenti in scatola, confezionati sottovuoto, precotti o liofilizzati, miscele di bevande in polvere e barrette di cibo concentrato a lunga conservabilità. Sebbene gli eserciti dispongano di alimenti che cambiano a seconda dei gusti nazionali, regionali o etnici, la maggior parte delle razioni di campo in genere contiene alimenti altamente calorici e ricchi di carboidrati, proteine e vitamine.
Essendo comode da trasportare, le razioni da campo sono molto utili per fornire un rapido supporto alle truppe ferite. Un kit di alimenti destinato alle situazioni di emergenza o di soccorso in caso di calamità viene definito razione da sopravvivenza.
Per cuocere gli alimenti racchiusi nelle razioni da campo, vengono utilizzate speciali pastiglie di metenamina o dell'etanolo gelatinizzato.

## Confezione
Poiché le razioni da campo sono destinate a durare a lungo, l'imballaggio in cui sono conservate è progettato per garantire una lunga durata di conservazione e prevenire il deterioramento. I contenitori delle razioni da campo sono generalmente facili da aprire, anche se alcuni possono richiedere strumenti specifici che vengono forniti ai soldati o inclusi nella confezione della razione, come l'apriscatole americano P-38. Alcune, ma non tutte, le confezioni delle razioni possono essere biodegradabili o compostabili. 
La NATO classifica gli imballaggi delle razioni in tre tipologie: 
- Imballaggio primario, che è a contatto con l'alimento stesso o lo contiene (ad esempio una lattina contenente cibo)
- Imballaggio secondario, che contiene e raggruppa diversi imballaggi primari (ad esempio una busta di sterilizzazione contenente confezioni di alimenti)
- Imballaggio terziario, che contiene e raggruppa diversi imballaggi secondari per lo stoccaggio, la spedizione, la movimentazione e la distribuzione (ad esempio una scatola contenente diverse razioni)

## Nutrizione
La NATO basa il requisito del contenuto nutrizionale su un soldato di riferimento del peso di 79 kg (174 libbre), che in normali operazioni avrebbe una spesa energetica di circa 3.600 kcal al giorno. Per le operazioni di combattimento, la spesa energetica è stimata (nello scenario peggiore) in 4.900 kcal al giorno.
| Standard minimi di contenuto nutrizionale, Razione operativa individuale per uso generale | Standard minimi di contenuto nutrizionale, Razione operativa individuale per uso generale | Ulteriori raccomandazioni sul contenuto nutrizionale, Razione operativa individuale per uso generale | Ulteriori raccomandazioni sul contenuto nutrizionale, Razione operativa individuale per uso generale |
| Nutriente                                                                                 | Valore                                                                                    | Nutriente                                                                                            | Valore                                                                                               |
| ----------------------------------------------------------------------------------------- | ----------------------------------------------------------------------------------------- | --- | --- |
| Energia                                                                                   | 3.600 kcal (15.070 kJ )                                                                   | Fibra totale                                                                                         | 30 g                                                                                                 |
| Carboidrato                                                                               | 404–584 g                                                                                 | Riboflavina                                                                                          | 1,3 mg                                                                                               |
| Proteina                                                                                  | 118–185 g                                                                                 | Niacina                                                                                              | 16 mg                                                                                                |
| Grasso                                                                                    | Da 54 a 140 g                                                                             | Acido pantotenico                                                                                    | 6 mg                                                                                                 |
| Vitamina A                                                                                | 900 μg                                                                                    | Biotina                                                                                              | 30 µg                                                                                                |
| Tiamina                                                                                   | 1,2 mg                                                                                    | Vitamina E                                                                                           | 10mg                                                                                                 |
| Vitamina B6                                                                               | 1,3 mg                                                                                    | Vitamina K                                                                                           | 70 µg                                                                                                |
| Vitamina B 12                                                                             | 2,4 mg                                                                                    | Colina                                                                                               | 550 mg                                                                                               |
| Acido folico                                                                              | 400 µg                                                                                    | Fosforo                                                                                              | 1.000 mg                                                                                             |
| Vitamina C                                                                                | 45 mg                                                                                     | Iodio                                                                                                | 150 µg                                                                                               |
| Vitamina D                                                                                | 5 µg                                                                                      | Selenio                                                                                              | 55 µg                                                                                                |
| Calcio                                                                                    | 1000 mg                                                                                   | Molibdeno                                                                                            | 45 µg                                                                                                |
| Zinco                                                                                     | 14 mg                                                                                     | Rame                                                                                                 | 1,8 mg                                                                                               |
| Ferro                                                                                     | 8 mg                                                                                      | Cromo                                                                                                | 35 µg                                                                                                |
| Magnesio                                                                                  | 410 mg                                                                                    | Manganese                                                                                            | 5,5 mg                                                                                               |
| Potassio                                                                                  | 3.800 mg                                                                                  | Fluoruro                                                                                             | 4 mg                                                                                                 |
| Sodio                                                                                     | 2.300–12.000 mg                                                                           | | |

## Riscaldamento
Le razioni da campo possono essere consumate a qualsiasi temperatura, ma sono preferibilmente riscaldate o cotte. Tuttavia, poiché potrebbe non essere disponibile o tatticamente poco saggio l'uso del fuoco o di apparecchi di cottura, il combustibile solido senza fumo e una stufa portatile sono solitamente inclusi nelle razioni. Le compresse di combustibile di esammina sono state tradizionalmente preferite, sebbene a volte venga utilizzato anche l'etanolo gelatinizzato. Alcune razioni da campo moderne utilizzano un riscaldatore senza fiamma al posto delle compresse di combustibile.
La standardizzazione NATO stabilisce che, mentre i cibi principali devono essere consumabili senza riscaldamento, i componenti di tali cibi e le bevande calde devono essere forniti con un riscaldatore, destinati ad essere riscaldati ad una temperatura minima di 62 °C da una temperatura ambiente di 20 °C entro 12 minuti. 

## Durata di conservazione
La durata di conservazione delle razioni dipende dal tipo e dallo scopo, incluso per quanto tempo si intende utilizzare o conservare la razione fino a quando la logistica e le scorte alimentari possono raggiungere le linee del fronte. Secondo la standardizzazione NATO, la durata di conservazione di una razione da campo dal momento della consegna deve essere di almeno 24 mesi a una temperatura di conservazione di 25 °C; le singole razioni sono progettate per essere utilizzate per un periodo di 30 giorni, dopodiché deve essere somministrato cibo fresco e condotto uno screening medico per le carenze nutrizionali. 

## Storia
Le razioni militari sono esistite fin dall'inizio della guerra organizzata. Una qualche forma di distribuzione di cibo militare e di sistema di razionamento è esistita praticamente in ogni regione ed epoca della storia. Tuttavia, nella maggior parte dei casi, il cibo effettivamente portato sul campo con le forze militari era raro; la maggior parte di ciò che poteva essere considerato "razioni da campo" erano, fino a circa l'inizio del periodo moderno, ingredienti di base (come i cereali), cibi facilmente conservabili o già conservati, cibo che i soldati portavano con sé e bestiame. Poiché non esistevano metodi di conservazione del cibo più affidabili, il cibo militare all'epoca si concentrava maggiormente su alimenti che potevano essere conservati e trasportati comodamente, come le gallette, piuttosto che su cibi nutrienti. Le razioni da campo moderne hanno assunto forme riconoscibili con le invenzioni della conservazione ermetica del cibo, delle lattine e della pastorizzazione nel XIX secolo. Le razioni in scatola e conservate divennero standard sia durante la prima che la seconda guerra mondiale, con configurazioni di razioni moderne sviluppate e diventate standard durante e dopo la guerra fredda.

## Per regione
A partire dal 21º secolo, la stragrande maggioranza degli eserciti del mondo distribuisce le proprie razioni da campo, con diverse varietà di cibo basate su considerazioni nazionali e culturali. Molte utilizzano imballaggi in stile 20º secolo come lattine, scatole e imballaggi sottovuoto, sebbene alcune razioni più recenti utilizzino imballaggi basati su buste di sterilizzazione.